# Eparchie nachodkinská
Eparchie nachodkinská je eparchie ruské pravoslavné církve nacházející se v Rusku.

## Území a titul biskupa
Zahrnuje správní hranice území městského okruhu Nachodka, Partizansk a Fokino. Také Lazovského, Partizanského, Škotovského rajónu Přímořského kraje.
Eparchiálnímu biskupovi náleží titul biskup nachodkinský a preobraženský.

## Historie
Eparchie byla zřízena rozhodnutím Svatého synodu dne 27. července 2011 oddělením území z vladivostocké eparchie.
Prvním eparchiálním biskupem se stal igumen Nikolaj (Dutka), duchovní vladivostocké eparchie.
Dne 6. října 2011 se stala součástí nově vzniklé přímořské metropole.

## Seznam biskupů
- od 2011 Nikolaj (Dutka)